# Gottlob Ludwig Demiani

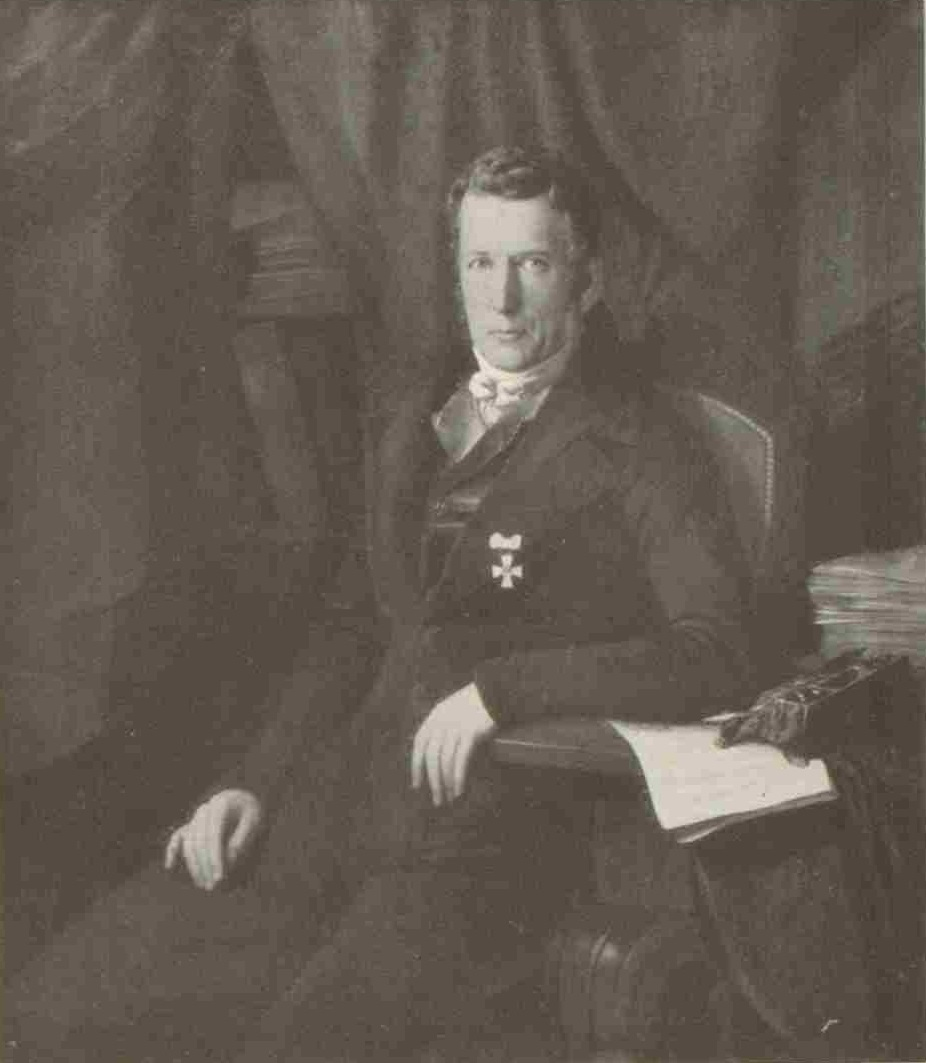
Gottlob Ludwig Deminani

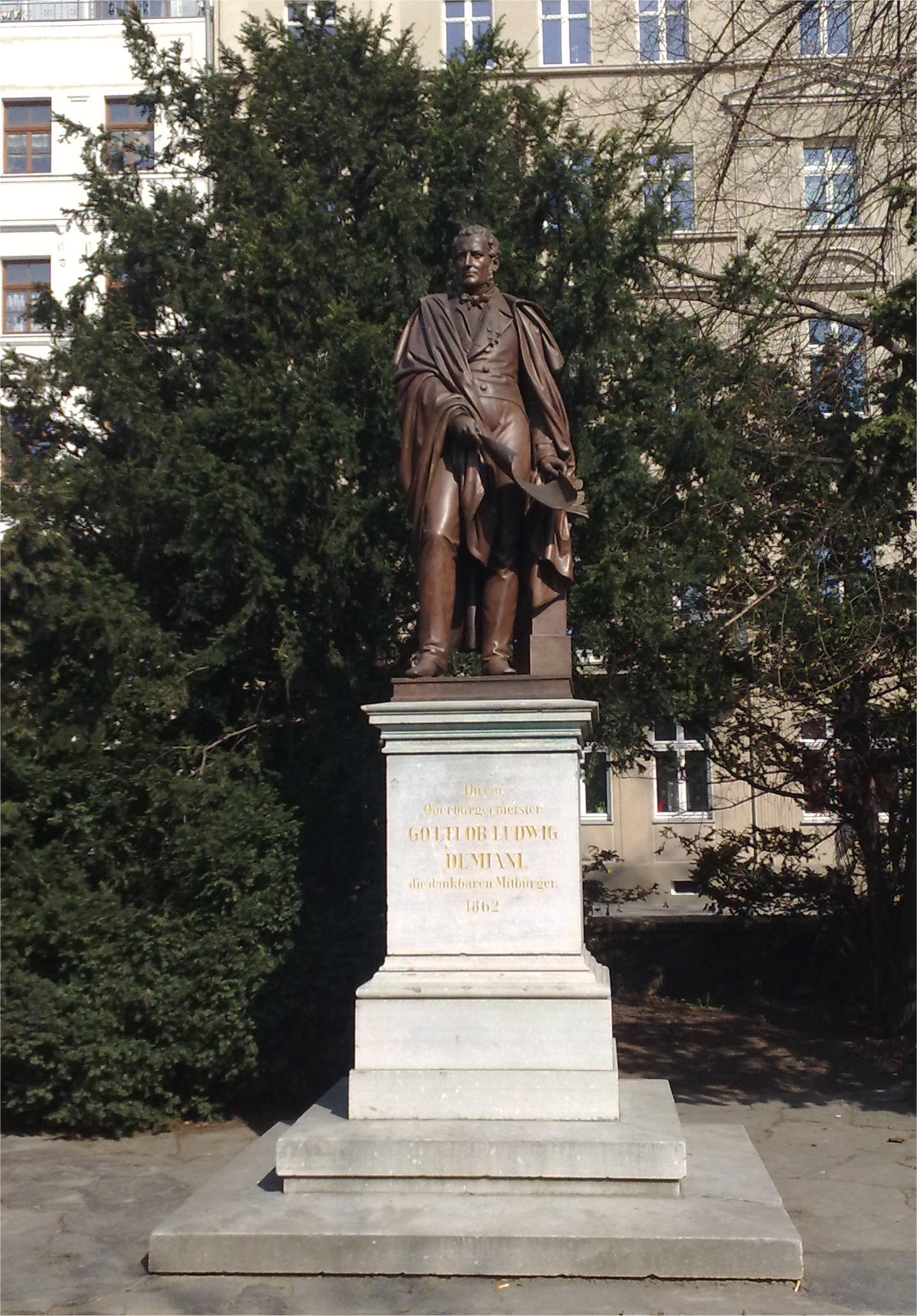
Das von Johannes Schilling geschaffene Denkmal Demianis an seinem früheren Standort nahe dem städtischen Theater

Gottlob Ludwig Demiani (* 22. April 1786 in Dresden; † 5. Juli 1846 ebenda) war ein deutscher Jurist und Politiker. Er galt als weitsichtiger Visionär und war der erste Oberbürgermeister von Görlitz.

## Familie
Demiani kam als Sohn des bekannten Arztes Christian Gottlob Demiani (1752–1806) zur Welt. Sein Großvater wirkte als Arzt in Dresden, sein Urgroßvater als Arzt in Muskau. Die Familie war im 17. Jahrhundert aus Siebenbürgen, anfangs nach Hoyerswerda ausgewandert.
Demiani heiratete am 22. Oktober 1814 Wilhelmine Knaust geb. Meißner, die Witwe des in Dresden wirkenden Münzgegenwardeins Friedrich Leopold Knaust, der sich am 17. April 1811 erschossen hatte.

## Frühe Jahre und politische Orientierung
Demiani besuchte das Gymnasium Augustum in Görlitz, gefolgt von der Ausbildung in einer sächsischen Fürstenschule. Es folgte ein Jurastudium in Wittenberg.
Nach seinem Studium wirkte Demiani in Dresden und Bautzen als Oberamtsadvokat. Am 1. Juli 1814 wurde er zum Senator des Ratskollegiums Görlitz berufen. Ein Jahr später ging Görlitz im Rahmen des Wiener Friedens von Sachsen an Preußen. Auf Grund vorangegangener Erfahrungen im sächsischen Rechtssystem fand er sich auch im preußischen schnell zurecht. Am 1. Juli 1820 wurde er zum Kämmerer ernannt.

## Politischer Werdegang
Mitte der 1830er Jahre war er maßgeblich am wirtschaftlichen Aufschwung von Görlitz beteiligt. Die Görlitzer Heide, ein riesiger Forstbesitz von 30.000 ha im Osten der Stadt, machte die Stadt zu der an Grundbesitz reichsten Kommune des 19. Jahrhunderts. Demiani gab den Auftrag zum Abbau der vorhandenen Bodenschätze und der Forstwirtschaft. Dem Magistrat ermöglichte er so eine großzügigere Steuerpolitik einzuführen, was Görlitz als Altersruhesitz für preußische Beamte sehr attraktiv machte.
Demiani leitete die Ablösung der Pächterrechte ein. So war ein stabiles wirtschaftliches Rückgrat für die Stadt geschaffen. Davon profitierten auch die sich ansiedelnden Industriebetriebe wie die neu gegründete Wagenbaufirma Johann Christoph Lüders.
Demiani wurde am 3. Januar 1833 zum Bürgermeister der Stadt Görlitz gewählt. Neben Zuspruch von großen städtischen Persönlichkeiten, wie dem Baurat Friedrich Wilhelm Weinhold, dem späteren Oberbürgermeister Carl Eduard Maximilian Richtsteig oder dem Pädagogen Ferdinand Wilhelm Kaumaun hatte Demiani auch seine Kritiker. Vor allem die Stadtverordnetenversammlung wie auch der konservative Magistrat waren Demiani trotz oder gerade wegen seiner Erfolge nicht sehr angetan.
Demiani war ein Verfechter der Bildung. So wurde 1836 die Höhere Bürgerschule eröffnet. Die Fischmarktschule, damals ein Mädchengymnasium, entstand 1836 bis 1838. Das Volksschulgebäude an der Langenstraße und die Nikolaischule folgten einige Jahre später. Auch das erste städtische Krankenhaus wurde während Demianis Amtszeit an der damaligen Salomongasse errichtet. Demiani ließ viele Teile der alten Befestigungsanlage entfernen, um den Ausbau der Stadt gen Süden voranzutreiben.
Ein Vorhaben Demianis war es, Görlitz an ein Eisenbahnnetz anzubinden. 1841 begann er damit Untersuchungen über das Verkehrsaufkommen anzustellen, welche die Notwendigkeit einer Bahnverbindung belegen sollten. Durch sein Verhandlungsgeschick und die guten Beziehungen zum preußischen Hof wurde das Projekt bewilligt. Demiani entwarf eine „Verordnung zur Herstellung von Straßen und Plätzen“, die als die beste ihrer Art in Deutschland bezeichnet wurde. Spätere Bebauungsplanungen orientierten sich an dieser und an einigen der wichtigsten Städte Europas.
König Wilhelm IV. verlieh Demiani 1844 das Amt des Oberbürgermeisters. Dies geschah, als der König und Demiani bei einem gemeinsamen Aufenthalt auf der Landeskrone über die Stadt schauten. Wilhelm war beeindruckt von der Größe, die die Stadt angenommen hatte und wurde von Demiani auf die bereits über 15.000 dort lebenden Menschen aufmerksam gemacht, was Görlitz nach preußischem Recht zu einer Großstadt und Demiani zum Oberbürgermeister machte.
Demiani starb am 5. Juli 1846 an den Folgen eines Nervenfiebers in Dresden, als er von einer am 27. Mai angetretenen Kur in Teplitz auf der Rückreise nach Görlitz war. Sein Leichnam wurde am 7. Juli nach Görlitz überführt und dort am Folgetag auf dem Nikolaifriedhof beigesetzt.

## Ehrungen und Auswirkungen nach seinem Tod

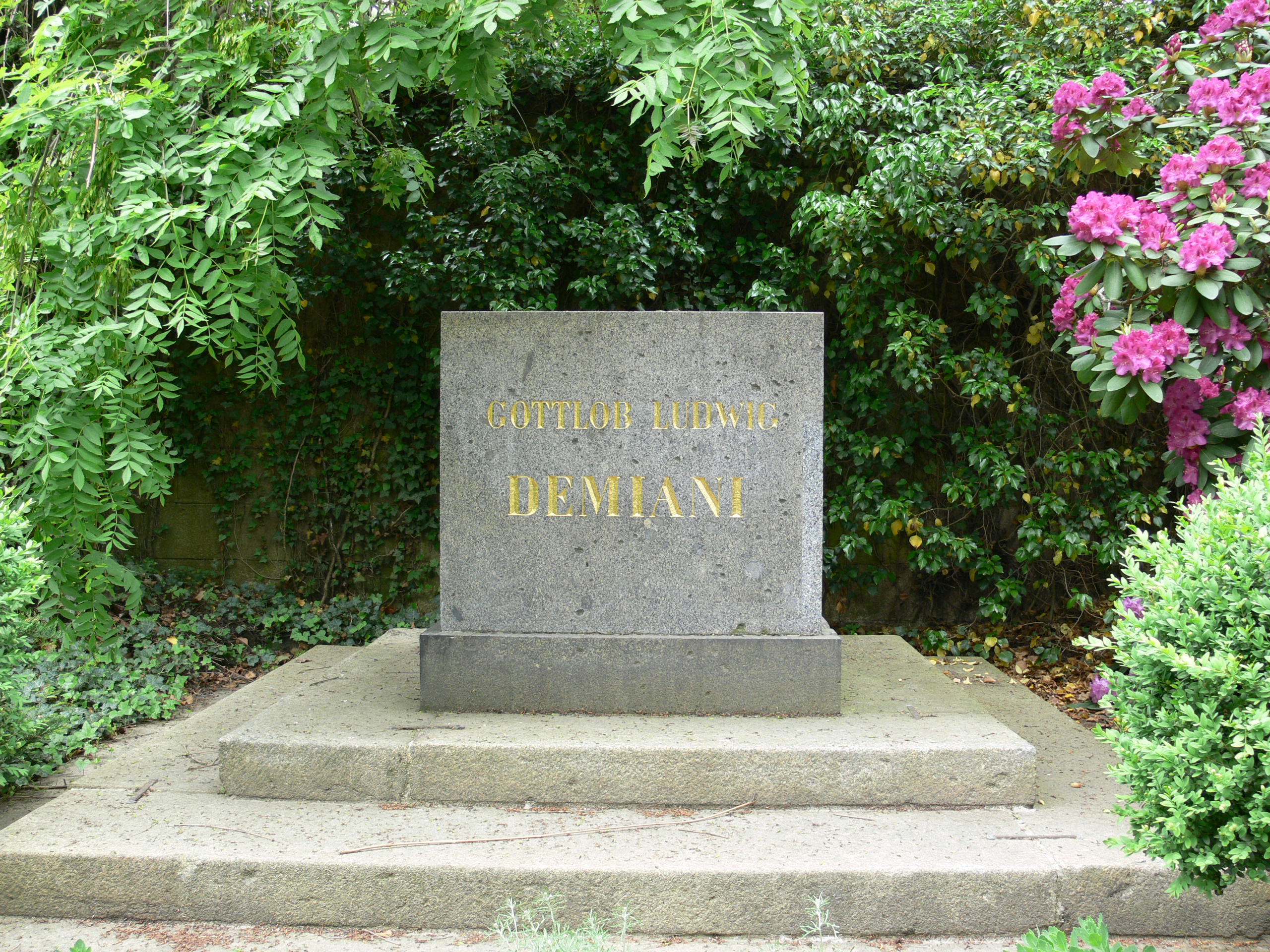
Grab Demianis auf dem Görlitzer Nikolaifriedhof

Einige von Demianis Vorhaben wurden erst nach seinem Tod realisiert bzw. fertiggestellt. 1847 wurde der „preußisch-sächsische Doppelbahnhof“, für den er gekämpft hatte, in Betrieb genommen.
In den Jahren 1850/51 erfolgte der Neubau des Stadttheaters. Im Jahre 1854 folgte die von Demiani vorbereitete Einführung der Gasbeleuchtung unter seinem Nachfolger Gottlob Jochmann.
Bereits am 17. November 1846 wurde der alte Rademarkt in Demianiplatz umbenannt. Am 8. Juli 1862 enthüllte Oberbürgermeister Hugo Sattig das von Johannes Schilling geschaffene Denkmal für Demiani. Das Denkmal, welches früher in einer kleinen Parkanlage nahe dem Theater stand, befindet sich heute nur wenige Meter von seinem ursprünglichen Standort entfernt, vor dem Kaisertrutz auf dem Platz des 17. Juni. Der deutsche Historiker Heinrich von Treitschke bezeichnete Demiani in seinem 1899 erschienenen Buch „Deutsche Geschichte im 19. Jahrhundert“ als einen der bedeutendsten Kommunalpolitiker seiner Zeit.